# Dazhbog Patera
Dazhbog Patera est une formation volcanique du satellite Io de Jupiter. Elle a été nommée d'après le dieu du soleil Dažbog de la mythologie slave, par l'Union astronomique internationale en 1979. Elle a un diamètre de 118,36 km et est localisée par 55,1° N et 301.48° W. Ce volcan est difficile à distinguer parmi les autres volcans des images prises d'Io. Dans les images du programme Voyager, cette caldeira est proéminente avec son sol rouge sombre et son halo noir. Néanmoins, les images de la sonde Galileo ne permettent pas de le distinguer clairement. Il a alors été supposé que ce volcan était inactif. Mais en juillet 1998, le télescope spatial Hubble, en utilisant son instrument NICMOS, a détecté un point chaud à Dazhbog.